# Villa de Guadalupe
För andra betydelser, se Villa de Guadalupe (olika betydelser).

Heraldiskt vapen för La Villa de Guadalupe visar Vår Fru av Guadalupe och Sankt Juan.

Villa de Guadalupe är en tidigare stad, vilken 1822 fick namnet Guadalupe Hidalgo; numera en stadsdel i distriktet Gustavo A. Madero i Mexico City.

## Namnet
Villa de Guadalupe är beläget i det område som aztekerna kallade Tepeyácac, varur spanjorerna skapade ortnamnen Tepeaquilla och Tepeyac. 1563 ändrades namnet till Guadalupe till åminnelse av den Mariauppenbarelse vilken ägt rum där. Orten blev stad 1702 och fick 1822 namnet Guadalupe Hidalgo efter Miguel Hidalgo. 1931 ändrades namnet till Villa Gustavo A. Madero efter Gustavo Adolfo Madero.

## Historia
Genom freden i Guadalupe Hidalgo 1848 förlorade Mexiko hälften av sitt territorium till USA.